# Zagorje ob Savi
Zagorje ob Savi (IPA: [zaˈɡoːɾjɛ ɔp ˈsaːʋi], in tedesco Sagor) è una città della Slovenia di 16 434 abitanti appartenente alla regione statistica della Sava Centrale.
La città è nota per le grandi miniere di carbone del suo territorio, che dal momento della loro scoperta, fino alla loro chiusura hanno rappresentato la fonte principale di reddito per i suoi abitanti. Il grande afflusso immigratorio a partire dagli inizi del secolo scorso trasformarono Zagorje da un villaggio di contadini ad un grosso centro urbano.